# Balije Biesen
De balije Biesen was van 1220 tot 1795 een van de ongeveer 22 balijen van de Duitse Orde en omvatte rond 1700 de landcommanderij Alden Biesen en twaalf onderhorige commanderijen. Op het toppunt van haar macht telde de Duitse Orde 300 commanderijen in West- en Noord-Europa.

## Ontstaan en ontwikkeling van de balije

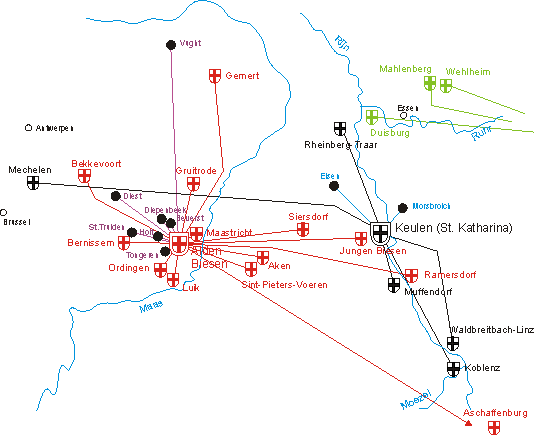
commanderijen en andere bezittingen van de balijen Biesen en Koblenz aan het eind van de achttiende eeuw

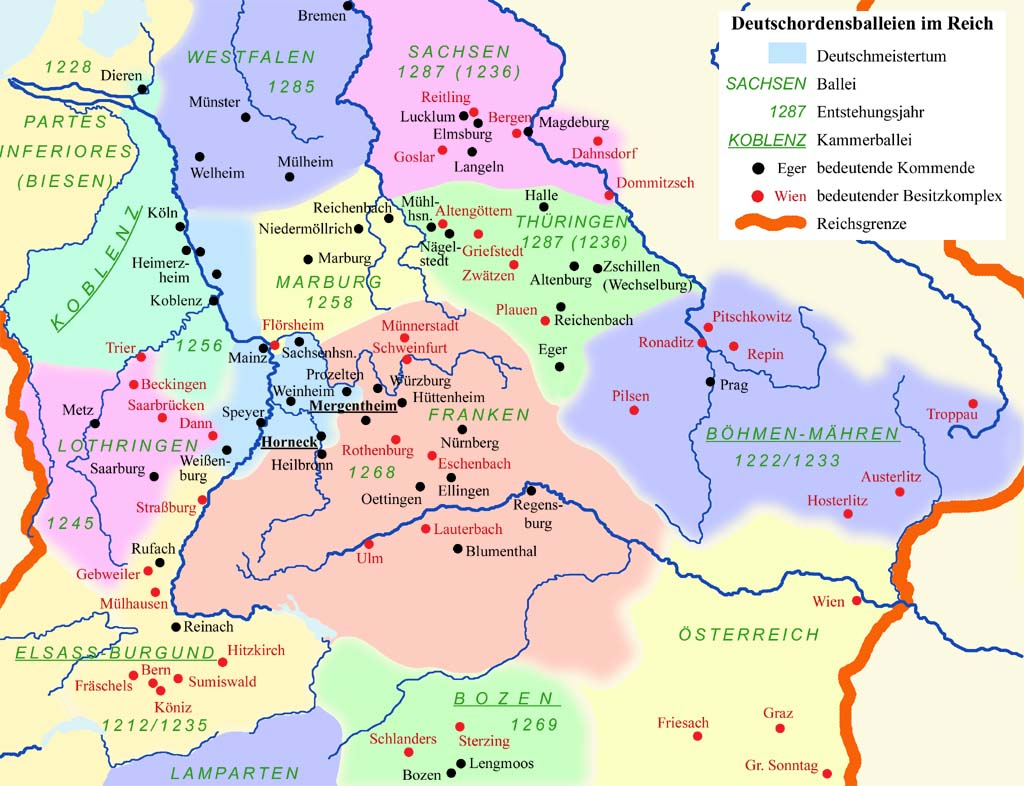
balijen van de Duitse Orde

Nog voor de landcommandeur van Duitsland zich kon ontwikkelen tot Duitsmeester werden de bezittingen in de Nederlanden aan zijn gezag onttrokken, waarna ze op zijn laatst in 1228 onder het gezag kwamen van een eigen Meester in de Nederlanden (Partes Inferios). Zijn gebied omvatte het prinsbisdom Luik, Brabant, Vlaanderen, het prinsbisdom Utrecht, Friesland, Holland en het Noord-Rijnland, oftewel het gebied van de latere balijen Biesen en Utrecht. Omdat de landcommandeurs van Duitsland na 1228 geen gezag meer uitoefenden in dit gebied is het waarschijnlijk dat het plan van de Orde hierin lag om net zoals in het gebied rond de Middellandse Zee er een afzonderlijke provincie te vormen. De ambtsdragers in de Nederlanden konden deze zelfstandigheid echter niet handhaven. Later werden ze niet meer als zodanig vermeld in de statuten van de Orde.
Een van de oudste bezittingen was de commanderij Mechelen, maar deze is omstreeks 1270 verloren gegaan aan de balije Koblenz. In dezelfde tijd verzelfstandigde zich de Orde in de Noordelijke Nederlanden, wat leidde tot de afsplitsing van de balije Utrecht.
Omstreeks 1220 verwierf de Orde door schenking van graaf Arnold III van Loon, een kapel met aanhorigheden en de rechten in een biesenveld in Rijkhoven na de stichting van de Commanderij Nieuwen Biesen genoemd: Alden Biesen. Het bezit werd uitgebreid, waarna een landcommanderij kon worden gevormd. Reeds voor 1219 werd door de graaf van Gulik een kerk te Siersdorf aan de Orde overgedragen (Commanderij Siersdorf. Ook de Commanderij Gemert dateert uit die tijd (Rijksheerlijkheid Gemert). In 1230 verwierf de Orde leengoederen in Bekkevoort (Commanderij Bekkevoort, in 1242 in Sint-Pieters-Voeren (Commanderij van Sint-Pieters-Voeren) en rond 1250 patronaatsrechten in Vught. Omstreeks 1250 werd een vestiging in Bernissem (Commanderij van Bernissem) gesticht, die tijdelijk (tot 1277) naar Sint- Truiden werd verplaatst. Zeer belangrijk waren de patronaatsrechten van Sint Andreas in Luik. De in Luik gestichte commanderij was echter van korte duur (Commanderij van Sint-Andreas). In de veertiende eeuw ontstond een commanderij in Aken en in de tweede helft van diezelfde eeuw één in Maastricht. De landcommandeur verlegde zijn zetel naar Maastricht, dat toen Nieuw Biesen werd genoemd. In de vijftiende eeuw stichtte de Orde een kleine nederzetting in Gruitrode (Commanderij van Gruitrode). Verder was er tijdelijk een vestiging in Geleen.
 
Een bijzonder geval was de Commanderij Ramersdorf. Oorspronkelijk maakte het deel uit van het Duitsmeesterdom, maar dat verkocht het in 1371 aan de balije Biesen.

De jongste commanderij, onderhorig aan Alden Biesen, was de Commanderij Aschaffenburg die door toedoen van Landcommandeur Damian Hugo von Schönborn in 1749 toegevoegd werd aan de balije Biesen.

## Commanderijen omstreeks 1400
- Alden Biesen, Bilzen
- Commanderij Nieuwen Biesen, Maastricht
- Commanderij van Sint-Pieters-Voeren, Sint-Pieters-Voeren
- Commanderij Bekkevoort, Bekkevoort
- Commanderij Bernissem
- Commanderij van Gruitrode, Gruitrode
- Commanderij van Sint-Andreas, Luik
- Commanderij Sint-Aegidius, Aken
- Commanderij Ramersdorf, Bonn
- Commanderij Siersdorf, Siersdorf
- Biesenhof, Geleen
- Rijksheerlijkheid Gemert
- Vught

## Commanderijen en bezittingen eind 18e eeuw
- Landcommanderij Alden Biesen, gelegen in het prinsbisdom Luik
- Commanderij Nieuwen Biesen, gelegen in het Brabantse deel van het grotendeels tweeherige Maastricht
- Heerlijkheden en Rezepturen te Diepenbeek, Beverst en Damalst (Diest), alle gelegen in het prinsbisdom Luik
- Heerlijkheid en commanderij Gemert, rijksonmiddellijk
- Commanderij Siersdorf, gelegen in hertogdom Gulik
- Commanderij Bernsheim (Bernissem), gelegen in prinsbisdom Luik
- Commanderij Bekkevoort, gelegen in Brabant
- Commanderij Jungen Biesen, gelegen in Keulen, rijksonmiddellijk
- Commanderij en heerlijkheid Sint-Pietersvoeren, gelegen in de Oostenrijkse Nederlanden
- Commanderij Sint-Egidius, gelegen binnen de rijksstad Aken
- Commanderij en heerlijkheid Ordingen, gelegen in prinsbisdom Luik
- Commanderij Ramersdorf, gelegen in hertogdom Berg
- Commanderij van Gruitrode, deels gelegen in prinsbisdom Luik, deels rijksonmiddellijk
- Commanderij Aschaffenburg, Aschaffenburg, gelegen in Keur-Mainz
- Rezeptur Sint-Truiden, gelegen in Brabant
- Rezeptur Tongeren, gelegen in het prinsbisdom Luik
- Rezeptur Vught, gelegen in Staats-Brabant
- Rezeptur Holt (Kortessem), gelegen in prinsbisdom Luik
- College van de Duitse Orde, studentenhuis voor priesterstudenten van de orde in Leuven